# Cerdedo (Cerdedo-Cotobade)
Cerdedo (oficialmente y en gallego: San Xoán de Cerdedo) es una parroquia del concello de Cerdedo-Cotobade, en la comarca de Tabeirós - Tierra de Montes, provincia de Pontevedra, Galicia, España.